# 手ごたえのない愛
手ごたえのない愛（てごたえのないあい）は、DEENの16thシングル。

## 概要
- B-Gram RECORDSからBMGジャパン（当時）に新たに設立したビーイングアーティスト専門レーベル（BERG レーベル）へ移籍後のシングル第一弾。
- 作詞･作曲を担当した小松未歩が自身のアルバム『小松未歩 2nd 〜未来〜』でセルフカバーしている。
  - 小松未歩によるセルフカバーは『DEEN The Best キセキ』の初回限定盤、『DEEN The Best FOREVER 〜Complete Singles +〜』の初回限定盤にも収録されている。
- この曲を最後に『ミュージックステーション』に出演しなくなる。意外にも同番組では2回披露されている。
- 1998年12月5日にNHK『ポップジャム』に出演。タイトル曲を披露している。ほぼフルサイズだがアウトロがカットされている。のちに出演回の再放送がCS放送の第一興商スターカラオケ（地上波放送版）と歌謡ポップスチャンネル（ハイビジョン放送版）で行われた。

## 収録曲
1. 手ごたえのない愛
作詞・作曲:小松未歩　編曲:徳永暁人
TBS系列『筋肉番付』エンディングテーマ。
2. 愛しい人
作詞:池森秀一　作曲:田川伸治　編曲:DEEN
3. 手ごたえのない愛 (ORIGINAL KARAOKE)
4. 愛しい人  (ORIGINAL KARAOKE)

## 収録アルバム
- 『The DAY』(#1)
- 『DEEN PERFECT SINGLES +』(#1)
- 『Another Side Memories〜Precious Best〜』(#2)
- 『DEENAGE MEMORY -20周年記念ベストアルバム-』(#1)
- 『DEEN The Best FOREVER 〜Complete Singles +〜』(#1)

## 参加ミュージシャン
- 池森秀一: ボーカル
- 山根公路: キーボード
- 宇津本直紀: ドラム
- 田川伸治: ギター
- 宇徳敬子: コーラス